# 1 E13 m²
 (février 2023).
- Si vous ne connaissez pas le sujet, laissez ce bandeau (vous pouvez alors contacter les auteurs).
- Si vous supprimez le contenu mis en cause (vous pouvez préalablement contacter les auteurs),

argumentez précisément cette suppression dans la page de discussion
(un manque de référence n'est pas un argument ; une recherche réelle de référence doit avoir été effectuée, être formellement documentée).
 (mars 2025).
Motif : Groupe de listes sans sources, uniquement liées entre elles par Modèle:Palette Comparaison ordres de grandeur de surface. Wikipédia:Ce que Wikipédia n'est pas#Un annuaire ou une base de données
- Archive Wikiwix
- Bing
- Cairn
- DuckDuckGo
- E. Universalis
- Gallica
- Google
- G. Books
- G. News
- G. Scholar
- Persée
- Qwant
- (zh) Baidu
- (ru) Yandex
- (wd) trouver des œuvres sur Wikidata

| 1. | Préciser le motif de la pose du bandeau. | Précisez le motif de la pose du bandeau en utilisant la syntaxe suivante : {{admissibilité à vérifier\|date=mars 2025\|motif=remplacez ce texte par le motif}}                |
| 2. | Informer les utilisateurs concernés.     | Pensez à avertir le créateur de l'article, par exemple, en insérant le code ci-dessous sur sa page de discussion : {{subst:avertissement admissibilité à vérifier\|1 E13 m²}} |

Pour aider à comparer les ordres de grandeur des différentes superficies, voici une liste de superficie de l'ordre de 1013 m², soit 10 000 000 km² :
- 10 000 000 km² correspondent :
  - à la superficie d'un carré de 3 160 km de côté
  - à la superficie d'un cercle de 1 784 km de rayon
  - à la superficie d'une sphère de 892 km de rayon et de 2,97 1018 m³ de volume
  - à la superficie d'un cube de 1 290 km de côté et de 2,15 1018 m³ de volume
- 10 000 000 km² : Canada
- 11 000 000 km² : Europe
- 13 200 000 km² : Antarctique
- 14 000 000 km² : océan Arctique
- 17 000 000 km² : Russie
- 17 000 000 km² : Pluton
- 18 000 000 km² : Amérique du Sud
- 20 000 000 km² : océan Antarctique
- 22 000 000 km² : Union soviétique
- 23 000 000 km² : Triton
- 24 000 000 km² : Amérique du Nord
- 30 000 000 km² : Afrique
- 31 000 000 km² : Europe
- 38 000 000 km² : la Lune
- 41 000 000 km² : Io
- 44 000 000 km² : Asie
- 69 000 000 km² : océan Indien
- 72 000 000 km² : Callisto
- 75 000 000 km² : Mercure
- 77 000 000 km² : océan Atlantique
- 83 000 000 km² : Titan
- 84 000 000 km² : Afro-Eurasie
- 87 000 000 km² : Ganymède